# Natação no Campeonato Europeu de Esportes Aquáticos de 2012 - 200 m livre feminino
A prova dos 200 metros livre feminino da natação no Campeonato Europeu de Esportes Aquáticos de 2012 ocorreu nos dias 25 e 26 de maio em Debrecen na Hungria. 

## Calendário
| Fase          | Data       | Hora  |
| ------------- | ---------- | ----- |
| Eliminatórias | 25 de maio | 09:52 |
| Semifinal     | 25 de maio | 17:13 |
| Final         | 26 de maio | 17:31 |

Todos os horários estão no horário local (UTC+1)

## Recordes
Antes desta competição, os recordes eram os seguintes:
| Recorde mundial       | Federica Pellegrini | 1:52.98 | Roma      | 29 de julho de 2009  |
| Recorde europeu       | Federica Pellegrini | 1:52.98 | Roma      | 29 de julho de 2009  |
| Recorde do campeonato | Federica Pellegrini | 1:55.45 | Budapeste | 14 de agosto de 2010 |

## Medalhistas
| Ouro                      | Prata              | Bronze                         |
| Federica Pellegrini (ITA) | Silke Lippok (GER) | Ophélie-Cyrielle Étienne (FRA) |

## Resultados

### Eliminatórias
Esses foram os resultados das eliminatórias. 
| Pos. | Bateria | Raia | Nadadora                    | Nacionalidade      | Tempo   | Notas            |
| ---- | ------- | ---- | --------------------------- | ------------------ | ------- | ---------------- |
| 1    | 6       | 4    | Federica Pellegrini         | Itália             | 1:59.07 | Q                |
| 2    | 5       | 4    | Silke Lippok                | Alemanha           | 1:59.96 | Q                |
| 3    | 5       | 3    | Ophélie-Cyrielle Étienne    | França             | 2:00.05 | Q                |
| 4    | 5       | 5    | Sara Isakovič               | Eslovênia          | 2:00.12 | Q                |
| 5    | 4       | 3    | Alice Mizzau                | Itália             | 2:00.31 | Q                |
| 6    | 6       | 7    | Cecilie Johannessen         | Noruega            | 2:00.48 | Q                |
| 7    | 6       | 3    | Patricia Castro Ortega      | Espanha            | 2:00.61 | Q                |
| 8    | 4       | 5    | Evelyn Verrasztó            | Hungria            | 2:00.85 | Q                |
| 9    | 4       | 4    | Ágnes Mutina                | Hungria            | 2:00.88 | Q                |
| 10   | 4       | 6    | Nina Rangelova              | Bulgária           | 2:01.04 | Q                |
| 11   | 5       | 7    | Lydia Morant Varo           | Espanha            | 2:01.19 | Q                |
| 12   | 6       | 8    | Katarina Filová             | Eslováquia         | 2:01.32 | Q                |
| 13   | 6       | 6    | Mylene Lazare               | França             | 2:01.46 | Q                |
| 14   | 4       | 1    | Camelia Potec               | Roménia            | 2:01.58 | Q                |
| 15   | 6       | 2    | Diletta Carli               | Itália             | 2:01.61 |                  |
| 16   | 4       | 2    | Alice Nesti                 | Itália             | 2:01.74 |                  |
| 17   | 5       | 1    | Anna Stylianou              | Chipre             | 2:01.94 | Q                |
| 18   | 5       | 2    | Lisa Vitting                | Alemanha           | 2:02.09 | Q                |
| 19   | 6       | 1    | Sycerika McMahon            | Irlanda            | 2:02.17 |                  |
| 20   | 3       | 5    | Ursa Bezan                  | Eslovênia          | 2:02.31 |                  |
| 21   | 4       | 7    | Melanie Nocher              | Irlanda            | 2:03.21 |                  |
| 22   | 2       | 4    | Eygló Ósk Gústafsdóttir     | Islândia           | 2:03.31 | Recorde nacional |
| 23   | 2       | 5    | Nastja Govejsek             | Eslovênia          | 2:03.36 |                  |
| 24   | 4       | 8    | Karolina Szczepaniak        | Polónia            | 2:03.49 |                  |
| 25   | 3       | 4    | Danielle Carmen Villars     | Suíça              | 2:03.57 |                  |
| 26   | 2       | 2    | Eva Hannesdóttir            | Islândia           | 2:03.58 |                  |
| 27   | 3       | 2    | Bethany Carson              | Irlanda            | 2:03.63 |                  |
| 28   | 6       | 5    | Gabriella Fagundez          | Suécia             | 2:03.68 |                  |
| 29   | 3       | 6    | Sára Joó                    | Hungria            | 2:03.98 |                  |
| 30   | 1       | 7    | Kristina Krasyukova         | Rússia             | 2:04.07 |                  |
| 31   | 2       | 6    | Jūratė Ščerbinskaitė        | Lituânia           | 2:04.24 |                  |
| 32   | 3       | 8    | Aksana Dziamidava           | Bielorrússia       | 2:04.28 |                  |
| 33   | 5       | 8    | Eva Chavez-Diaz             | Áustria            | 2:04.81 |                  |
| 34   | 1       | 2    | Kristina Kochetkova         | Rússia             | 2:05.15 |                  |
| 35   | 2       | 1    | Veronica Orheim Bjørlykke   | Noruega            | 2:05.28 |                  |
| 36   | 3       | 7    | Valeriya Podlesna           | Ucrânia            | 2:06.59 |                  |
| 37   | 1       | 1    | Alona Ribakova              | Letônia            | 2:06.64 |                  |
| 38   | 1       | 3    | Anastasia Bogdanovski       | Macedônia do Norte | 2:09.40 |                  |
| 39   | 2       | 8    | Susann Bjoernsen            | Noruega            | 2:09.55 |                  |
| 40   | 1       | 5    | Emilie Loevberg             | Noruega            | 2:09.89 |                  |
| 41   | 1       | 6    | Cecilia Eysturdal           | Ilhas Feroé        | 2:15.41 |                  |
| 42   | 1       | 4    | Johanna Gerda Gustafsdottir | Islândia           | DNS     |                  |
| 42   | 2       | 3    | Nuala Murphy                | Irlanda            | DNS     |                  |
| 42   | 2       | 7    | Burcu Dolunay               | Turquia            | DNS     |                  |
| 42   | 3       | 1    | Julia Hassler               | Liechtenstein      | DNS     |                  |
| 42   | 3       | 3    | Stina Gardell               | Suécia             | DNS     |                  |
| 42   | 5       | 6    | Daniela Schreiber           | Alemanha           | DNS     |                  |

### Semifinal
Esses foram os resultados das semifinais. 
Semifinal 1
| Pos. | Raia | Nadadora            | Nacionalidade | Tempo   | Notas |
| ---- | ---- | ------------------- | ------------- | ------- | ----- |
| 1    | 4    | Silke Lippok        | Alemanha      | 1:59.07 | Q     |
| 2    | 5    | Sara Isakovič       | Eslovênia     | 1:59.55 | Q     |
| 3    | 6    | Evelyn Verrasztó    | Hungria       | 1:59.72 | Q     |
| 4    | 1    | Camelia Potec       | Roménia       | 2:00.23 |       |
| 5    | 3    | Cecilie Johannessen | Noruega       | 2:00.26 |       |
| 6    | 2    | Nina Rangelova      | Bulgária      | 2:00.47 |       |
| 7    | 7    | Katarina Filová     | Eslováquia    | 2:01.31 |       |
| 8    | 8    | Lisa Vitting        | Alemanha      | 2:01.82 |       |

Semifinal 2
| Pos. | Raia | Nadadora                 | Nacionalidade | Tempo   | Notas |
| ---- | ---- | ------------------------ | ------------- | ------- | ----- |
| 1    | 4    | Federica Pellegrini      | Itália        | 1:57.81 | Q     |
| 2    | 3    | Alice Mizzau             | Itália        | 1:58.55 | Q     |
| 3    | 6    | Patricia Castro Ortega   | Espanha       | 1:58.95 | Q     |
| 4    | 5    | Ophélie-Cyrielle Étienne | França        | 1:59.66 | Q     |
| 5    | 2    | Ágnes Mutina             | Hungria       | 2:00.15 | Q     |
| 6    | 1    | Mylene Lazare            | França        | 2:00.21 |       |
| 7    | 7    | Lydia Morant Varo        | Espanha       | 2:00.41 |       |
| 8    | 8    | Anna Stylianou           | Chipre        | 2:01.53 |       |

### Final
Esse foi o resultado da final. 
| Pos.              | Raia | Nadadora                 | Nacionalidade | Tempo   | Notas |
| ----------------- | ---- | ------------------------ | ------------- | ------- | ----- |
| Medalha de ouro   | 4    | Federica Pellegrini      | Itália        | 1:56.76 |       |
| Medalha de prata  | 6    | Silke Lippok             | Alemanha      | 1:58.19 |       |
| Medalha de bronze | 7    | Ophélie-Cyrielle Étienne | França        | 1:58.23 |       |
| 4                 | 5    | Alice Mizzau             | Itália        | 1:58.39 |       |
| 5                 | 2    | Sara Isakovič            | Eslovênia     | 1:58.90 |       |
| 6                 | 3    | Patricia Castro Ortega   | Espanha       | 1:59.39 |       |
| 7                 | 8    | Ágnes Mutina             | Hungria       | 1:59.87 |       |
| 8                 | 1    | Evelyn Verrasztó         | Hungria       | 2:00.06 |       |

Legenda
| Recorde mundial       | Recorde mundial (World record)               |                       | Recorde africano                      | Recorde africano (African) |                                           | Q | Classificado por posição (Qualified) |
| Recorde do campeonato | Recorde do campeonato (Championship record)  | Recorde da América    | Recorde da América (Americas)         | q                          | Classificado por melhor tempo (Qualified) |   |                                      |
| Melhor marca do ano   | Melhor marca do ano (World leading)          | Recorde asiático      | Recorde asiático (Asian)              | DNS                        | Não largou (Did not start)                |   |                                      |
| Recorde nacional      | Recorde nacional (National record)           | Recorde europeu       | Recorde europeu (European)            | DNF                        | Não terminou (Did not finish)             |   |                                      |
| Recorde pessoal       | Recorde pessoal do atleta (Personal best)    | Recorde da Oceania    | Recorde da Oceania (Oceania)          | DSQ / DQ                   | Desclassificado (Disqualified)            |   |                                      |
| Recorde da temporada  | Recorde da temporada do atleta (Season best) | Recorde sul-americano | Recorde sul-americano (South America) | NM                         | Sem marca (No mark)                       |   |                                      |